# Farul de pe insula Stephens
Farul de pe insula Stephens / Takapourewa este unul dintre cele mai puternice faruri din Noua Zeelandă, cu o rază de acțiune de 18 mile marine (33 km). Cocoțat la 183 de metri în vârful insulei Stephens, străjuiește Strâmtoarea Cook și Golful Tasman / Te Tai-o-Aorere, în vârful Insulei de Sud / Te Wai Pounamu. Lumina albă clipește o dată la șase secunde dintr-un turn alb de fontă.
Lumina este operată de la distanță de la biroul din Wellington al Maritime New Zealand. A fost aprinsă pentru prima dată pe 29 ianuarie 1894, și a devenit automatizată la 31 martie 1989, fiind unul dintre ultimele faruri din Noua Zeelandă care a fost automatizat.
Intrarea în sit și în turn se face numai cu permis, deoarece face parte din Rezervația Naturală a insulei Stephens, gestionată de Departamentul de Conservare. Astăzi găzduiește tuatara, nu există oameni, dar există și un mit urban despre o pisică pe nume Tibbles.

## Istorie
Numele maori al insulei, Takapourewa, provine de la timpurile când insula era acoperită de copacii takapou. Takapou – mai cunoscut sub numele de matipo – copacii au crescut până la malul apei, dând efectul că insula plutea deasupra mării. Cuvântul maori pentru plutitor este rewa; prin urmare, Takapou-rewa.
În 1770, căpitanul James Cook a trecut pe lângă ea și a numit insula după Sir Philip Stephens, secretarul Consiliului Amiralității Britanice.
Pe măsură ce noua colonie a crescut în anii 1850, insula a fost identificată ca fiind o locație evidentă pentru o rețea de faruri care urmau să fie ridicate pe promontorii semnificative de-a lungul coastei de 15.000 de kilometri a Noii Zeelande. Acest loc a fost propus pentru prima dată în 1854 și din nou în 1888, după ce vasul Weathersfield a naufragiat în apropiere. Mai mulți factori, inclusiv izolarea, strâmtoarea Cooks și terenul abrupt, au făcut ca acesta să fie dificil și periculos de construit. În plus, este cea mai înaltă altitudinea deasupra nivelului mării dintre farurile din Noua Zeelandă. Înainte ca farul și locuințele asociate să poată fi construite, un grup de lucru a sosit în 1891 pentru a construi o platformă pentru bărci și un tramvai vertical pe stâncile abrupte.
Componentele originale ale farului au fost obținute din Edinburgh și Franța. Costul estimat de 9.349 de lire sterline a fost de două ori mai mare decât prețul multor altor faruri din Noua Zeelandă. Pe atunci, cele cinci lămpi cu fitil cu parafină au făcut ca acesta să fie cel mai strălucitor far din Noua Zeelandă.
Māpou nativ (matipo roșu) a fost îndepărtat pentru a face loc oilor și bovinelor și tramvaiului vertical. Distrugerea habitatului și pisicile sălbatice sunt considerate motivul pentru care nu mai cântă păsările native tui, pasărea clopot și saddleback. Prin contrast, când Edward Lukins, un colecționar de exemplare de istorie naturală, a vizitat insula la scurt timp după ocuparea insulei, el a înregistrat 31 de specii de păsări, împreună cu două specii de melci de uscat și patru de șopârle.
Pentru îngrijitorii farului și familiile lor a fost un post singuratic și dificil, cu o urcare perpendiculară de la barcă în casă. Pe lângă menținerea aprinsă a luminii, ei au acționat ca îngrijitori ai faunei sălbatice și observatori ai coastei în timpul celui de-al doilea război mondial. Izolarea a făcut ca boala să fie un risc serios. De exemplu, în mai 1909, un medic și o asistentă au fost trimise de urgență din Wellington pentru a înăbuși un focar de scarlatină.
Într-o notă mai pozitivă, în 1947, farul figura pe o timbru poștal de patru pence. La un moment dat, erau trei îngrijitori și o școală mică. La mijlocul anilor 1960, Jeanette Aplin și familia ei au locuit pe insulă timp de șase ani. Ea și-a spus povestea în Soția paznicului farului, o poveste despre auto-descoperire, mici detalii domestice ale unei comunități a farului și pofta ei pentru izolarea de societatea de zi cu zi.